# Fuchsia cochabambana
Fuchsia cochabambana är en dunörtsväxtart som beskrevs av Paul Edward Berry. Fuchsia cochabambana ingår i släktet fuchsior, och familjen dunörtsväxter. Inga underarter finns listade i Catalogue of Life.